# Kirsten Dickhaut
Kirsten Dickhaut (* im 20. Jahrhundert) ist eine deutsche Romanistin und Hochschullehrerin an der Universität Stuttgart.

## Werdegang
Im Jahr 1996 schloss Dickhaut zunächst ihr Anglistik- und Romanistikstudium in Gießen und Grenoble ab und legte im selben Jahr das erste Staatsexamen für das Lehramt an Gymnasien ab. Während der Ausarbeitung ihrer Dissertation war sie assoziiertes Mitglied des Gießener Graduiertenkollegs „Klassizismus und Romantik“. Sie nahm außerdem ab 1996 am DFG-Projekt „Das Thema / Motiv der Bibliothek in fiktionaler Literatur“ teil, dem sie bis 2000 angehörte.
Im Jahr 2002 promovierte Dickhaut in Gießen zum Thema „Verkehrte Bücherwelten. Eine kulturgeschichtliche Studie zu deformierten Bibliotheken in der französischen Literatur“, ihr Doktorvater war Dietmar Rieger. Ebendort habilitierte sie im Jahr 2009 zum Thema „Utopie und transgressives Machtgefüge: Die Symbolik Kytheras in Italien und Frankreich (1500-1750)“.
In den Jahren 2008 bis 2013 war Dickhaut von ihren Verpflichtungen in Gießen zur Wahrnehmung von Lehrstuhlvertretungen in Köln und Koblenz-Landau beurlaubt, bis sie schließlich im Jahr 2013 den Ruf auf den Lehrstuhl für Romanische Literatur- und Kulturwissenschaft an der Karl-Franzens-Universität Graz erhielt. 2014 erhielt sie den Ruf auf die Professur für Romanistik an der Universität Koblenz-Landau.
Von 2015 bis 2017 war Dickhaut Gastprofessorin an der Karl-Franzens-Universität Graz und Professorin an der Universität Koblenz-Landau. 2017 erhielt sie den Ruf auf die Professur an der Universität Stuttgart als Leiterin der Abteilung Romanische Literaturen I: Galloromanistik.

## Publikationen

### Mitherausgeberschaft
- Comparatio – Zeitschrift für vergleichende Literaturwissenschaft (Heidelberg: Winter) zusammen mit Linda Simonis und Annette Simonis (erscheind halbjährlich)
- Buchreihe Culturae – Historische Anthropologie und Intermedialität (Wiesbaden: Harrassowitz); Intermedialität und historische Anthropologie / intermédialité et anthropologie historique / intermediality and historical anthropology. Wiesbaden: Harrassowitz, gemeinsam mit Prof. Dr. Jörn Steigerwald

### Monographien
- Positives Menschenbild und venezianità – Kythera als Modell einer geselligen Utopie in Literatur und Kunst von der italienischen Renaissance bis zur französischen Aufklärung. Habilitationsschrift. Wiesbaden: Harrassowitz, 2012.
- Verkehrte Bücherwelten. Eine kulturgeschichtliche Studie zu deformierten Bibliotheken in der französischen Literatur. Dissertation. München: Fink 2004.

### Sammelbände (als Herausgeberin)
- La vraisemblance ou les enjeux de la représentation. Le théâtre et la peinture dans les discours académiques (1650-1730), hg. gemeinsam mit Markus Castor, Paris: Garnier 2017.
- Kunst der Täuschung. Art of deception. Über Status und Bedeutung von ästhetischer und dämonischer Illusion in der Frühen Neuzeit (1400-1700) in Italien und Frankreich. Tagungsband. Wiesbaden: Harrassowitz 2016.
- Le jardin au centre des discours culturels au XVIIIe siècle / Der Garten im Fokus kultureller Diskurse des 18. Jahrhunderts. Tagungsband, hg. gemeinsam mit Peter Wagner, Frédéric Ogée, Ottmar Ette, Trier 2015.
- Les stratégies de la représentation et les arts du pouvoir, hg. zusammen mit Markus Castor, Jörn Steigerwald, Tagungsakten der DFK-Tagung. Papers on Seventeenth Century Literature. Kiel 2014.
- Liebessemantik. Frühneuzeitliche Darstellungen der Liebe in Italien und Frankreich. Wiesbaden: Harrassowitz 2014.
- Geschichte – Erinnerung – Ästhetik. Festkolloquium und Tagungsakten zum 65. Geburtstag von Dietmar Rieger, Tagung 02.-05.10.2007, hg. zusammen mit Stephanie Wodianka. Tübingen: Narr 2010.
- Soziale und ästhetische Praxis der höfischen (Fest-)Kultur im 16. und 17. Jahrhundert. Sektionsakten des Wiener Romanistentags mit Beiträgen zur deutschen, französischen und italienischen Festkultur; Reihe: culturae 1, hg. zusammen mit Jörn Steigerwald, Birgit Wagner. Wiesbaden: Harrassowitz 2009.
- Les discours artistiques de l’amour à l’âge classique. Sondernummer der Zeitschrift Littératures classiques 69 (2009), hg. zusammen mit Alain Viala.
- Liebe und Emergenz. Neue Modelle des Affektbegreifens im französischen Kulturgedächtnis um 1700, hg. zusammen mit Dietmar Rieger, Tübingen: Niemeyer 2006.
- Das Schöne im Wirklichen – Das Wirkliche im Schönen. Festschrift für Dietmar Rieger zum 60. Geburtstag, hg. zusammen mit Anne Amend-Söchting, Walburga Hülk, Klaudia Knabel, Gabriele Vickermann, Heidelberg: Winter. 2002.

### Mitgliedschaften in wissenschaftlichen Beiräten von Fachpublikationen
- Mitglied im wissenschaftlichen Beirat der Reihe Mirabilia: théorie et histoire de la merveille et de l'emerveillement, Reihen-Herausgeberschaft: Aurélia Gaillard (Bordeaux), Presses Universitaires de Bordeaux.

- Mitglied im wissenschaftlichen Beirat der Reihe Interfacing Sciences, Literature and Humanities, Reihen-herausgeberschaft: Vita Fortunati (Bologna), Elena Agazzi (Bergamo). Göttingen: Vandenhoeck & Ruprecht.
- Mitglied im wissenschaftlichen Beirat der Reihe Die Aufklärung in der Romania. Lumiéres – Ilustración – Illuminismo, Reihen-Herausgeberschaft: Klaus-Dieter Ertler (Graz). Frankfurt/M.: Peter Lang.